# Ruth Waldburger
Pour les articles homonymes, voir Waldburg.
Ruth Waldburger (née le 25 avril 1951 à Herisau, dans le canton d'Appenzell Rhodes-Extérieures, en Suisse) est une productrice de cinéma suisse. Elle a produit ou coproduit un grand nombre de films de tous genres, dont beaucoup de films francophones, et travaillé avec de grands réalisateurs et acteurs.

## Biographie
Ruth Waldburger a grandi à Arosa et Herisau. Elle a travaillé en 1974, comme secrétaire et assistante de production de l'émission Kassensturz et, par la suite, au département de la télévision suisse alémanique. En 1977, elle a effectué un stage en tant que réceptionniste chez Alain Tanner,.
En 1982, Ruth Waldburger devient copropriétaire de Xanadu Film. En 1988, elle fonde sa propre société de production. Elle est gérante et propriétaire de Vega Film AG à Zurich, avec laquelle elle a produit plus de 80 films, parmi lesquels des films d'auteur, des comédies et des séries télévisées. Elle a produit des films de réalisateurs célèbres comme Jean-Luc Godard, Alain Resnais, Gianni Amelio et Silvio Soldini. Elle a travaillé avec de nombreux grands noms du cinéma, tels Marcello Mastroianni, Alain Delon ou Brad Pitt, qui était encore au début de sa carrière en 1991.
En juillet 2000, Ruth Waldburger devient cofondatrice et gérante de la société de distribution Vega Distribution AG, qui diffuse en Suisse les films de Vega Film et d'autres producteurs.
Depuis 2005, elle est directrice générale et présidente du conseil d'administration de Avventura Films à Paris.

## Filmographie partielle

### Cinéma
- 1990 : Nouvelle Vague de Jean-Luc Godard
- 1991 : Johnny Suede de Tom DiCillo
- 1991 : Rien que des mensonges de Paule Muret
- 1996 : Katzendiebe de Markus Imboden
- 1997 : On connaît la chanson d'Alain Resnais
- 1998 : F. est un salaud de Marcel Gisler
- 2000 : Komiker de Markus Imboden
- 2001 : Roberto Succo de Cédric Kahn
- 2001 : Heidi de Markus Imboden
- 2002 : Ernstfall in Havanna de Sabine Boss
- 2004 : Les Choristes de Christophe Barratier
- 2004 : Bienvenue en Suisse de Léa Fazer
- 2004 : Ferienfieber
- 2006 : Cannabis de Niklaus Hilber
- 2007 : Une journée de Jacob Berger
- 2011 : Le Cheval de Turin de Béla Tarr
- 2011 : Fliegende Fische müssen ins Meer
- 2012 : L'Enfant d'en haut d'Ursula Meier
- 2013 : Der grosse Kanton
- 2014 : Liebe und Zufall de Fredi M. Murer

### Télévision
- 1994 : Die Direktorin (série télévisée)

## Récompenses et distinctions
- 2003 : Prix Raimondo Rezzonico du meilleur producteur indépendant, Festival international du film de Locarno
- En 2011, les 46e Journées cinématographiques de Soleure lui rendent un hommage
- 2015 : Le prix du cinéma de Brême lui est décerné pour son engagement envers le cinéma européen[5]
- 2023 : prix d'honneur du Prix du cinéma suisse[6]